# Soukaina Boukries
Soukaina Boukries (en arabe : سكينة بوخريص), également appelé Soukaina Boukhris pour la prononciation marocaine, née le 18 mars 1988 à Fès, est une chanteuse et actrice marocaine. Elle s'est fait connaître au Maroc grâce à l'émission Studio 2M Marocaine en 2012. Elle est devenue plus célèbre dans le monde africain et arabe à la suite de sa participation à la Saison 9 de la version arabe de Star Academy 2013, diffusée par la chaîne égyptienne CBC Egypt.

## Studio 2M 2012
Soukaina Bourkies a participé à la 9e saison de Studio 2M en 2012. Elle a fait partie des finalistes du studio 2M dans la catégorie de la chanson occidentale.

## Star Academy 9
Soukaina Boukries s'est fait connaître dans le monde Arabe grâce à l'émission Star Academy Moyen-Orient libanaise en 2013. En 2013/2014, le grand public découvre le talent de Soukaina Boukries, lors de sa participation à la 9e édition libanaise d'un télé-crochet, Star Academy Arabia sur CBC, dont elle est finaliste le 12 janvier 2013 face à Zinab Oussama (son score : 49.88%).
Cette expérience est un réel tremplin pour sa carrière,.
Dans l'une de ses interviews, Soukaina Boukries a reçu un appel directement, comme une surprise, de RedOne (producteur). Il a affirmé que sa voix est merveilleuse et qu'elle possède le profil d'une chanteuse internationale marocaine. Cette impression a laissé un impact positif sur le talent de Soukaina Boukries.

## Ajmal Snin Omrina
Soukaina Boukries a présenté presque neuf performances dans le programme Ajmal Snin Omrina dans différents épisodes. Ce programme était produit par Endemol Middel East 2014.

### Performances de Ajmal Snin Omrina
- 1éme Performance : I Wanna Be Loved By You - Marilyn Monroe
- 2éme Performance : La vie en Rose - Edith Piaf
- 3éme Performance : I Have Nothing  - whitney houston
- 4éme Performance : My heart will go on - Celine Dion
- 5éme Performance : Voulez vous - ABBA
- 6éme Performance : Ahssan Nass - Dalida
- 7éme Performance : Bessame Mucho - Dalida
- 8éme Performance : Helwa Ya Baladi - Dalida
- 9éme Performance : That's the way I like it - KC and the Sunshine Band

## Discographie
- (ar) Tghazzal Fiyyi (تغزّل فيي)  en 2015 [7]

## Récompenses
Soukaina Boukries a été nommée par le vote du public dans Shorty Awards.
En 2015 , Soukaina Boukries a été récompensée comme étant la meilleure chanteuse (SuperStar Of Tomorrow) de l'année 
| Édition | Awards         | Catégorie             | Classement |
| ------- | -------------- | --------------------- | ---------- |
| 2014    | Shorty Awards  | Chanteuse             | Nomination |
| 2015    | Shorty Awards  | Chanteuse             | Nomination |
| 2015    | Lebanon Awards | SuperStar of Tomorrow | Gagnant    |